# The Unforgiven
«The Unforgiven» és el novè senzill de la banda estatunidenca Metallica, el segon del seu cinquè àlbum d'estudi, Metallica, i el van llançar el 28 d'octubre de 1991. És una power ballad que tracta la lluita de l'individu contra els esforços d'aquells que ho subjugaran. Metallica ha generat dues seqüeles d'aquesta cançó: «The Unforgiven II», inclosa a Reload (1997), i «The Unforgiven III», inclosa a Death Magnetic (2008).
Per aquest àlbum, Metallica tenia pensat compondre una balada diferent a les realitzades fins al moment. «Fade to Black», «Welcome Home (Sanitarium)» i «One» seguien el patró de vers melòdic i una tornada dura, mentre que per aquesta van optar per capgirar la dinàmica, utilitzar un vers contundent i una tornada suau i melòdica, inclús utilitzar guitarres clàssiques. La introducció de trompa fou extreta del western Els que no perdonen (The Unforgiven de títol original) i llavors capgirada, però van amagar el seu origen fins a revelar-ho posteriorment en el documental Classic Albums: Metallica - Metallica.

## Llista de cançons
| 1. | «The Unforgiven»        | 6:27 |
| 2. | «Killing Time»          | 3:05 |
| 3. | «The Unforgiven» (demo) | 6:15 |

| 1. | «The Unforgiven»        | 6:27 |
| 2. | «Killing Time»          | 3:05 |
| 3. | «So What»               | 3:07 |
| 4. | «The Unforgiven» (demo) | 6:15 |

| 1. | «The Unforgiven» | 6:27 |
| 2. | «Killing Time»   | 3:05 |